# Nora Minor
Nora Minor, geb. Hahn, verh. Lallinger, (* 7. Dezember 1910 in Wien; † 21. Mai 1995 in München) war eine österreichische Schauspielerin.

## Leben
Nora Minors Eltern, deren Eheschließung 1909 in Wien erfolgte, waren der Mathematiker Hans Hahn (1879–1934) und dessen Ehefrau Eleonore (Lilly, geb. Minor) (1885-19??). Der Wiener Germanist Jakob Minor war ihr Großvater. Sie besuchte das Gymnasium und legte die Matura ab. Nach einem erfolgreichen Vorsprechen bei Hugo Thimig, bei dem sie das Gretchen im Faust und die Kleopatra von George Bernard Shaw zum Vortrag brachte, absolvierte Nora Minor ihre Schauspielausbildung am Wiener Max-Reinhardt-Seminar. 1931 wirkte sie als Studentin unter Max Reinhardts Regie in der österreichischen Erstaufführung von Der Schwierige mit.
Ihr erstes Bühnenengagement hatte sie in der Spielzeit 1931/32 an den Städtischen Bühnen Graz, wo sie als Klärchen in Egmont debütierte. Ihre erste Premierenrolle war im Oktober 1931 die Rolle der Internatsschülerin und „unglücklichen Heldin“ Manuela von Meinhardis in dem Theaterstück Gestern und heute von Christa Winsloe, die sie mit „leidenschaftlichem Temperament“ spielte und dabei „in einzelnen Szenen sogar zu echter, erschütternder Tragik“ vorstieß. In der Spielzeit 1931/32 übernahm sie außerdem die Rolle der Erna Wahl in Arthur Schnitzlers Tragikomödie Das weite Land. Im Juli 1931 gab Minor im „Kammerspiel-Theater“ der Opern- und Schauspielschule Neubauer-Reuber mit der Rolle der Christine in Liebelei ihren Grazer Bühnenabschied. Zur Spielzeit 1932/33 wurde sie an das Deutsche Theater in Brünn engagiert. Ihr Debüt erfolgte dort mit der Titelrolle in dem Seiltänzerstück Katharina Knie von Carl Zuckmayer.
Ab 1934 hatte sie Engagements an Wiener Bühnen u. a. beim „Theater für 49“ (Maria-Theresien-Straße 4, Wien IX) und an der „Scala“. Im Oktober 1934 spielte sie am „Theater für 49“ „im schauspielerischen Ausdruck zwischen Helene Thimig und Hilde Wagener“, die Titelrolle in der Uraufführung des Theaterstücks Die Unbekannte aus der Seine (L'Inconnue de la Seine) von Robert Lantz (1914–2007), die sie als „halb Märchengeschöpf, halb Proletarierkind“ anlegte und „in einer schwebenden Mitte zwischen Mignon und Hannele“ hielt. Im November 1934 spielte sie an der „Scala“ neben Albert Bassermann, Ernst Deutsch, Ellen Schwanneke und Karl Skraup die Helen Rockstone in der Uraufführung des Theaterstücks Der Charmeur von London von Richard Duschinsky. In der Spielzeit 1934/35 war sie am Deutschen Volkstheater in Wien als Schwiegertochter Lou in dem Schauspiel Die Zeiten sind schwer von Edouard Bourdet (1887–1945) zu sehen. Im März 1935 war Minor, von der Badener Zeitung als „eine der jüngsten Talententdeckungen Wiens“ bezeichnet, „sehr glaubhaft in Tonfall und Sprache“ die Kammerjungfer Anna an der Seite von Franz Schafheitlin (als „geheimnisvoller“ russischer Diener Iwan) bei der Wiener Erstaufführung der Gesellschaftskomödie Die Kette von Lili von Hatvany in der „Komödie Wien“. Im Juni 1935 trat sie im „Kabarett A-B-C“ auf. In der Spielzeit 1935/36 spielte sie am „Neuen Theater in der Praterstaße“ die Helene Laroche in der Schauspiel Taifun von Melchior Lengyel. An der Wiener „Scala“ übernahm sie in der Spielzeit 1935/36 die Rolle der Donna Inez in dem Schauspiel Hochzeit in Spanien von Francisco de Rojas, in der sie ihren „anmutigen, mädchenhaften Scharm“ zeigte.
Im Sommer 1936 spielte sie, alternierend mit Vilma Degischer, bei den Salzburger Festspielen das Lieschen in Faust. Der Tragödie erster Teil.
Zur Spielzeit 1936/37 wurde sie an das Staatstheater München verpflichtet, wo sie als Viola in Was ihr wollt debütierte. Am Bayerischen Staatsschauspiel war sie bis 1956 festes Ensemblemitglied und wirkte an diesem Haus in insg. 67 Premieren mit. Minor übernahm ein Rollenspektrum, das von der jugendlichen Liebhaberin bis zur Salondame reichte. In späteren Jahren trat sie hauptsächlich als Darstellerin kleinerer und mittlerer Charakterrollen hervor. Im Oktober 1936 übernahm sie am Münchner Residenztheater die Rolle der Herzogstochter Gisela in der Uraufführung des Schauspiels Der König reitet von Hildegunde Fritzi Anders. Im April 1937 wirkte sie im Münchner Residenztheater in der Uraufführung der Schauspiels Der Umweg von Werner von der Schulenburg mit. Im März 1938 gehörte sie zur Uraufführungsbesetzung des Schauspiels Der Stier geht los von Otto C. A. zur Nedden. In der Spielzeit 1937/38 spielte sie außerdem die Jule in der Komödie Ein ganzer Kerl von Fritz Peter Buch. Im August 1938 wirkte sie am Residenztheater München in der Münchner Erstaufführung des Schauspiels Richelieu von Paul Joseph Cremers als Nichte des Kardinals mit. In der Spielzeit 1940/41 war sie im Münchner Prinzregentheater in Erwin Guido Kolbenheyers Schauspiel Gregor und Heinrich als Heinrichs Gattin zu sehen. Während des Zweiten Weltkriegs war Minor in einer Munitionsfabrik dienstverpflichtet. In der Spielzeit 1943/44 war sie neben Liane Kopf, Eva-Maria Duhan, Paul Wagner und Josef Offenbach die „bizarrkomische“ Kommerzienrätin in Ludwig Thomas Komödie Moral (Regie: Alexander Golling). Nach dem Zweiten Weltkrieg setzte sie ihre Theaterkarriere am Bayerischen Staatsschauspiel fort.
Nora Minor arbeitete zudem in zahlreichen Rollen in Film- und Fernsehproduktionen. Ihren ersten Filmauftritt hatte Minor bereits in den Dreißigerjahren unter der Regie von Kurt Gerron in der österreichischen Filmkomödie Bretter, die die Welt bedeuten (1935). In den 1950er Jahren spielte sie in den damals sehr erfolgreichen Märchenfilmen, u. a. als „Die Dürre“ in Die goldene Gans (1953) und, an der Seite von Bobby Todd, als Schneiderin Die Heinzelmännchen (1956). Sie wirkte in Komödien wie den beiden Heinz-Erhardt-Filmen Witwer mit fünf Töchtern (1957) und Vater, Mutter und neun Kinder (1958) sowie in Frau Cheneys Ende (1961, mit Lilli Palmer), in Musikfilmen wie Liebe, Jazz und Übermut (1957, mit Peter Alexander) und in der Kriminalkomödie MitGift (1975, als Frau des Senators Mellinski mit Hans Elwenspoek als Partner) mit. 
Im Fernsehen war sie u. a. in Fritz Umgelters Fernsehspielen Die Panne (1957, nach Friedrich Dürrenmatt) und Der Sündenbock (1965, nach Luise Rinser) zu sehen. In dem Fernsehspiel Münchhausen (1966) nach dem Schauspiel von Walter Hasenclever übernahm sie die Rolle der Majorin von Brünn. In der TV-Serie Der Bastian (1973) spielte sie die Mutter der Ärztin und weiblichen Hauptfigur Dr. Katharina Freude (Karin Anselm). In dem preisgekrönten US-amerikanischen Mehrteiler Holocaust – Die Geschichte der Familie Weiß (1978) spielte sie Frau Palitz, die Großmutter mütterlicherseits der männlichen Hauptfigur Karl Weiss (James Woods). Daneben übernahm sie Gastauftritte in Fernsehserien wie Derrick (1977–1979) und Der Alte (1978, als Gesellschafterin und Hausdame Frau Zobel).
Im April 1964 wirkte sie beim Bayerischen Rundfunk in einer Rundfunkaufnahme der Operette Sissy in einer Sprechrolle als Erzherzogin Sophie mit.
Nora Minor war mit dem Münchner Schauspieler Adolf Lallinger verheiratet, der ebenfalls am Bayerischen Staatsschauspiel engagiert war. Sie starb am 21. Mai 1995 im Alter von 84 Jahren. Sie wurde auf dem Waldfriedhof in München beerdigt.

## Rollen am Bayerischen Staatsschauspiel (Auswahl)
(Anmerkung:)

### Theater am Brunnenhof
- 1945/46: Leuchtfeuer (von Robert Ardrey), Rolle: Anne Marie, Regie: Fritz Peter Buch
- 1945/46: Tintenspritzer (von Johannes von Spallart), Rolle: Marion, Regie: Paul Verhoeven
- 1946/47: Phädra (von Jean Racine), Rolle: Panope, Regie: Hellmuth Renar
- 1946/47: Clavigo (von Johann Wolfgang von Goethe), Rolle: Sophie Guilbert, Regie: Hellmuth Renar
- 1946/47: Der Soldat Tanaka (von Georg Kaiser), Rolle: Bauersfrau, Regie: Heinz Leo Fischer
- 1946/47: Stella (von Johann Wolfgang von Goethe), Rolle: Postmeisterin, Regie: Rudolf Bach
- 1947/48: Einladung aufs Schloß (von Jean Anouilh), Rolle: Madame Desmermortes, Regie: Fritz Peter Buch
- 1947/48: Don Karlos (von Friedrich Schiller), Rolle: Marquise von Mondecar, Regie: Paul Verhoeven
- 1948/49: Der Galgenvogel (von Richard Billinger), Rolle: Hofschranzin, Regie: Hermann Wenninger
- 1949/50: Moral (von Ludwig Thoma), Rolle: Frau Lund, Regie: Gerd Brüdern

### Residenztheater
- 1950/51: Die begnadete Angst (von Georges Bernanos), Rolle: Schwester Félicité, Regie: Oskar Wälterlin
- 1952/53: Bernarda Albas Haus (von Federico García Lorca), Rolle: Angustias, Regie: Erich-Fritz Brücklmeier
- 1952/53: Kolportage (von Georg Kaiser), Rolle: Miss Grove, Regie: Hermann Wenninger
- 1952/53: Das Konzert (von Hermann Bahr), Rolle: Miss Garden, Regie: Arnulf Schröder
- 1953/54: Die Soldaten (von Jakob Michael Reinhold Lenz), Rolle: Jungfer Zipfersaat, Regie: Ernst Ginsberg
- 1953/54: Cyprienne (von Victorien Sardou), Rolle: Fräulein von Lusignan, Regie: Kurt Horwitz
- 1955/56: Lumpazivagabundus (von Johann Nestroy), Rolle: Signora Palpiti, Regie: Bruno Hübner
- 1955/56: Die Heiratsvermittlerin (von Thornton Wilder), Rolle: Köchin, Regie: Bruno Hübner

## Filmografie (Auswahl)
- 1935: Bretter, die die Welt bedeuten
- 1953: Die goldene Gans
- 1956: Kirschen in Nachbars Garten
- 1956: Die Heinzelmännchen
- 1957: Die Panne
- 1957: Witwer mit fünf Töchtern
- 1957: Liebe, Jazz und Übermut
- 1957: Heiraten verboten
- 1958: Alle Sünden dieser Erde
- 1958: Grabenplatz 17
- 1958: Der Sündenbock von Spatzenhausen
- 1958: Vater, Mutter und neun Kinder
- 1958: Heimatlos
- 1959: Das große Messer (Fernsehspiel)
- 1960: Die Dame ist nicht fürs Feuer (Fernsehspiel)
- 1961: Frau Cheneys Ende
- 1961: Barbara
- 1961: Frage Sieben (Question 7)
- 1962: Trompeten der Liebe
- 1962: Laura
- 1962: Bekenntnisse eines möblierten Herrn
- 1963: Meine Tochter und ich (nicht im Vorspann)
- 1963: Das tödliche Patent
- 1964: Die Verbrecher (Fernsehfilm)
- 1965: Der Sündenbock (Fernsehfilm)
- 1966: Münchhausen (Fernsehspiel)
- 1966: Das Cello (Fernsehspiel)
- 1966: Das ganz große Ding (Fernsehfilm)
- 1967: Landarzt Dr. Brock (Fernsehserie, zwei Folgen)
- 1967: Sie schreiben mit (Fernsehserie, Folge: Die rosa Bluse)
- 1967: Das Kriminalmuseum (Fernsehserie, Folge: Die Zündschnur)
- 1968: Madame Legros
- 1969: Zehn kleine Negerlein (Fernsehfilm)
- 1969–1970: Die Perle – Aus dem Tagebuch einer Hausgehilfin (Fernsehserie)
- 1971: Augenzeugen müssen blind sein (Fernsehfilm)
- 1972: Berlin, Keithstraße 30 (Fernsehserie)
- 1973: Der Bastian (Fernsehserie)
- 1973: Im Schillingshof (Fernsehfilm)
- 1975: MitGift
- 1975: Bitte keine Polizei (Fernsehserie, Folge: Russisches Roulette)
- 1975: Ein Fall für Männdli (Fernsehserie, Folge: Rosenmörder)
- 1976: Das Haus der Krokodile (Fernsehserie)
- 1977: Derrick (Fernsehserie, Folge 37: Via Bangkok)
- 1978: Derrick (Fernsehserie, Folge 43: Ein Hinterhalt)
- 1978: Holocaust – Die Geschichte der Familie Weiß (Holocaust, Fernseh-Miniserie, vier Teile)
- 1978: Der Alte (Fernsehserie, Folge 22: Marholms Erben)
- 1979: Derrick (Fernsehserie, Folge 56: Ein unheimliches Haus)